# Pazo de Pías
El Pazo de Pías es una casa señorial del siglo XVII situada en la parroquia de San Pedro de la Ramallosa, en el municipio pontevedrés de Nigrán (Galicia, España). Cuenta con una finca de 13 000 m². Está bien conservado y hoy es un albergue para peregrinos jacobeos.

## Historia
El pazo de Pías, también llamado casa de Arias, fue construido en el siglo XVII por Félix Corea, escribano de Baiona y miembro de la Inquisición española. Su hijo Plácido fue el que impulsó el mayorazgo.
El pazo fue saqueado e incendiado por las tropas portuguesas, cuando invadieron el Valle Miñor en 1665. Por eso presenta un muro más alto que otros pazos y un mayor aspecto fortificado.
En la casa vivió y murió José Arias Teijeiro y Correa, magistrado y comandante general de los batallones de voluntarios realistas del Valle Miñor. En la década de los años 1950, Ramona Diéguez Cervela, la propietaria del pazo, cedió la finca a la congregación religiosa de las Damas Apostólicas. En él, las hermanas atendían a las personas de la parroquia de San Pedro que se encontraban enfermas. Posteriormente se convirtió en escuela de enseñanza pública y luego en residencia de verano para los colegios de Madrid. Años después fue usado como casa espiritual donde el obispo José Diéguez mantenía reuniones mensuales con los sacerdotes para evaluar la marcha y los problemas de las distintas parroquias. Con la marcha de las Damas Apostólicas, el pazo pasó a manos de la congregación de las Apostólicas del Corazón de Jesús, pasando a convertirse, en 2015, en un albergue para peregrinos del Camino de Santiago.

## Descripción
El edificio, de unos 3500 metros cuadrados, data del siglo XVII. Su forma es de planta en L y consta de dos pisos. En la fachada principal se abre la puerta de la entrada, adintelada y rodeada por una lisa moldura. A cada lado unas columnas con base y capiteles de tipo dórico, así como dos pilastras cajeadas. Sobre la puerta, dos escudos con las armas de los Avalle, Correa, Losada, Castroviejo y Arias.
Una potente línea de entablamento divide los dos niveles de la fachada y sobre ella se encuentran cuatro piezas almenadas con motivos igualmente esculpidos. Desde el vestíbulo de la planta baja, arranca una escalinata en piedra con balaustrada, que a través del angosto patio interior accede a la planta principal. Desde el interior del pazo se puede acceder a la capilla original del Pazo, que ha sufrido diversas reformas. Posee un hórreo de piedra de dos plantas, con unos 12 metros de largo y sobre 6 metros de altura.